# 極超巨星
極超巨星（ごくちょうきょせい、英:  Hypergiant）は、光度階級0の恒星であり、非常に大きな質量、光度を持ち、大部分の質量を失った形跡を持つものを指す用語である。

## 特徴
「極超巨星」という用語は、既知の恒星で大きな質量を持つものを指すが、より正確な定義も存在する。1956年、天文学者のFeastとThackerayは、絶対等級がMV = -7を超える恒星に対して、「超超巨星」(super-supergiant、後に極超巨星)という用語を用いた。1971年、Keenanは、少なくとも、大気が拡張しているか、超巨星のみにこの用語を用いることを提案した。Keenanのこの基準は、今日、最も多くの科学者に共通に使われている定義の1つである。これは、極超巨星は、超巨星より必ずしも大きな質量を持たなくても良いということであるが、最も大きな恒星はやはり極超巨星に含まれ、その質量は、太陽質量の100倍から265倍の範囲である。
極超巨星は、非常に光度が大きく、太陽光度の数百万倍にもなる。温度は、3,500Kから35,000Kと幅広い。ほぼ全ての極超巨星が、内部構造の不安定性により、光度を時間的に変化させている。
非常に大きな質量を持つため、極超巨星の生涯は、天文学的な時間から見ると非常に短く、太陽のような恒星が100億年程度生きるのに対し、わずか数百万年である。このため、極超巨星は宇宙でも非常に珍しく、数十個しか知られていない。

## 既知の極超巨星
極超巨星は非常に数が少ないため、研究が困難である。理由は現在のところ分かっていないが、黄色から赤色の冷たい極超巨星の光度には上限があるようであり、太陽光度の約50万倍に相当する絶対等級で約-9.5を超えない。

### 高光度青色変光星
ほとんどの高光度青色変光星は、極超巨星に分類される。
- はくちょう座P星:はくちょう座の北部にある。
- かじき座S星:かじき座の南部で、大マゼラン雲の近くにある。
- りゅうこつ座η星:りゅうこつ座南部で、鍵穴星雲の中にある。りゅうこつ座η星は、太陽質量の120倍から150倍程度の質量を持ち、光度は太陽の400から500万倍である。
- ピストル星:いて座の方角、銀河系の中心付近にある。ピストル星は太陽質量の150倍以上で、光度は約170万倍である。
- 星団Cl* 1806-20を構成するいくつかの恒星:銀河系の反対側にある。その中の1つ、LBV 1806-20は、既知の最も明るく、最も重い恒星であり、太陽光度の2000万倍から4000万倍である。

### 青色極超巨星
- さそり座ζ1星:OBアソシエーションのさそり座OB1で最も明るい星で、高光度青色変光星の候補である。
- わし座V1429星:わし座の星で、高光度青色変光星の候補である。
- たて座V430星
- はくちょう座OB2-12:高光度青色変光星と考える研究者もいる。
- はくちょう座V444星

### 白色極超巨星
- カシオペヤ座6番星[要出典]

### 黄色極超巨星
黄色極超巨星は非常に珍しい種類であり、銀河系に7つしか知られていない。
- カシオペヤ座ρ星:カシオペヤ座北部にあり、太陽の50万倍の光度を持つ。
- カシオペヤ座V509星
- わし座V1302星
- IRAS 17163-3907[2][3]
- りゅうこつ座V382星[要出典]

### 赤色極超巨星

太陽と既知の恒星で最大級の極超巨星であるおおいぬ座VY星との大きさの比較

- ケフェウス座RW星
- はくちょう座V1489星
- いて座VX星
- ケフェウス座VV星
- ペルセウス座S星[4][5][6]
- おおいぬ座VY星